# Economia da Coreia do Norte

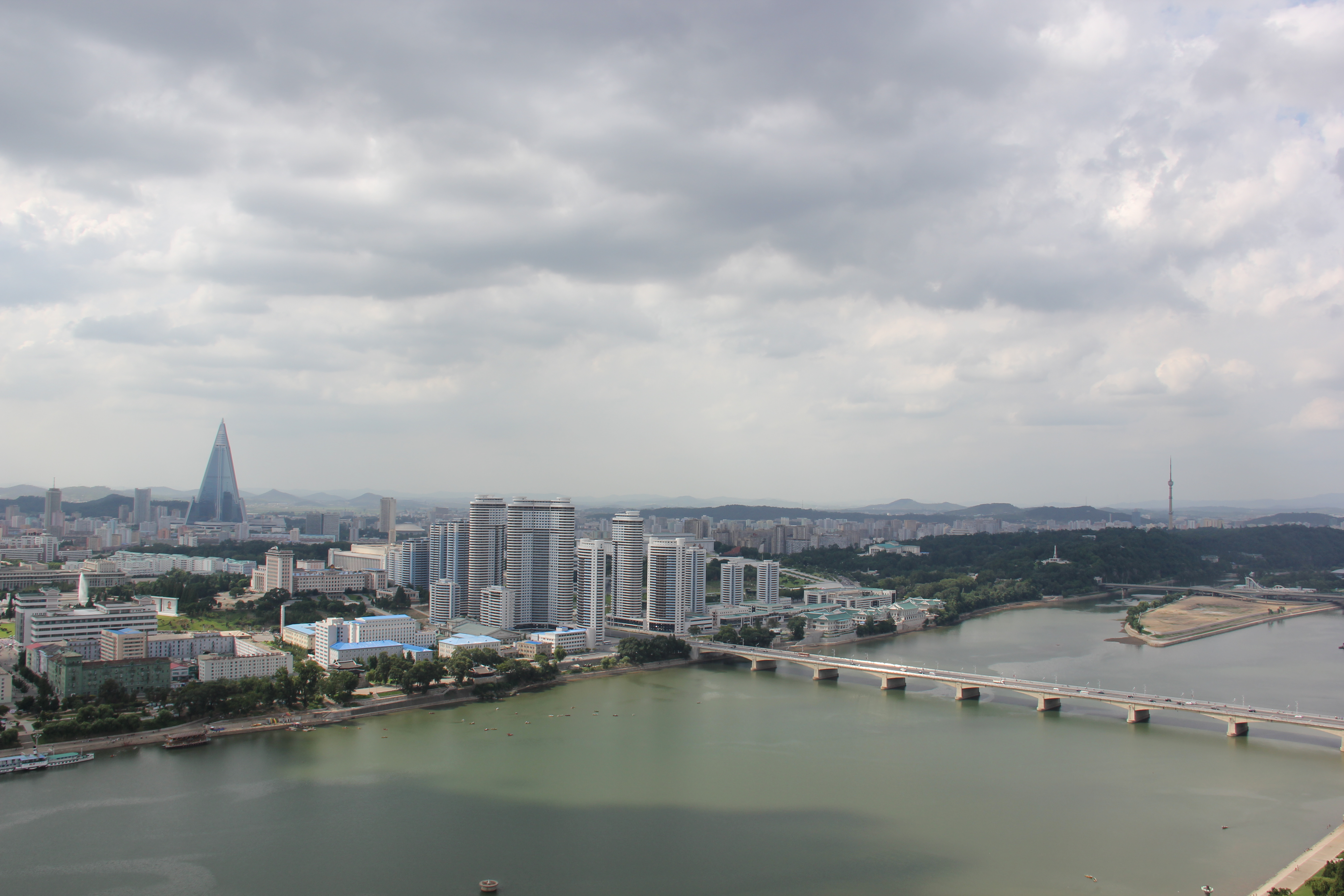
Vista de Pyongyang, a capital e o maior centro comercial do país

A Coreia do Norte tem uma economia industrializada e altamente centralizada. Dos países socialistas restantes do mundo junto a Cuba, possui uma economia inteiramente planejada pelo governo e militarizada. A economia norte-coreana começou a ficar para trás da vizinha Coreia do Sul já na década de 1970 e, especialmente quando comparada ao seu vizinho do sul, sua população agora possui um índice elevado de pobreza, com a indústria nacional sendo pequena e um mercado consumidor interno inexpressivo.
Devido às sanções internacionais contra o país, realizadas principalmente pela União Europeia e pelos Estados Unidos, a Coreia do Norte possui um comércio internacional muito restrito, dificultando um potencial significativo do crescimento da economia. Apesar de sua localização estratégica no Leste da Ásia, em períodos como entre 2008 e 2011, o país viu um crescimento do PIB negativo, com a economia entrando em recessão novamente a partir da década de 2020. A China é o maior parceiro comercial da Coreia do Norte. A ideologia Juche (pregando a autossuficiência) resultou no país buscando autarquia em um ambiente de sanções internacionais. O peso das sanções, má gestão e corrupção acabaram deteriorando a economia norte-coreana e gerando casos esporádicos porém acentuados de fome, com altos índices de pobreza e baixo nível de desenvolvimento social.
Até 1998, as Nações Unidas publicavam o IDH e o PIB per capita da Coreia do Norte, que se situava em um nível médio de desenvolvimento humano em 0,766 (na 75.º posição) e o PIB per capita de 4 058 dólares. A média salarial é de cerca de 47 dólares por mês. Apesar dos problemas econômicos, a qualidade de vida está melhorando e os salários estão subindo constantemente. Mercados privados de pequena escala, conhecidos como janmadang, existem em todo o país e fornecem à população comidas importadas e determinados commodities em troca de dinheiro, ajudando então a reduzir a grave fome.
A economia da Coreia do Norte é completamente nacionalizada, o que significa que alimentos, habitação, saúde e educação são oferecidos pelo Estado gratuitamente. A cobrança de impostos foi abolida desde 1 de abril de 1974. A fim de aumentar a produtividade da agricultura e da indústria, desde os anos 1960, o governo norte-coreano introduziu inúmeros sistemas de gestão tais como  o sistema de trabalho Taean. No século XXI, o crescimento do PIB norte-coreano foi lento porém constante, tendo aumentado de 0,8% em 2011, depois de dois anos de crescimento negativo. A agricultura ainda não produz o suficiente para alimentar a população, sendo necessário importar 340 mil toneladas de cereais no ano de 2013/2014. O solo encontrado na península coreana não é muito fértil. Alguns lugares no sul são cobertos por terra vermelha; o resto da terra é ainda pior. Isto significa que altos rendimentos podem ser conseguidos apenas por constantes fertilizações do solo. Os norte-coreanos falam sobre a “Marcha Árdua”, quando seca, fome e enchentes somadas à perda da maioria dos parceiros comerciais do país causaram grandes  retrocessos ao país que até os anos de 1980 tinha uma qualidade de vida mais alta do que a da sua vizinha Coreia do Sul.

## Economia setorial
Com base em estimativas de 2002, o setor dominante da economia norte-coreana é a indústria (43,1%), seguida pela prestação de serviços (33,6%) e a agricultura (23,3%). Em 2004, foi estimado que a agricultura empregou 37% da força de trabalho, enquanto a indústria e a prestação de serviços empregaram os restantes 63%. As maiores indústrias incluem produtos militares, construção de máquinas, energia elétrica, produção química, mineração, metalurgia, produção têxtil, processamento de alimentos e turismo.
| 2000  | 2001  | 2002  | 2003  | 2004  | 2005  | 2006  | 2007  | 2008  | 2009   | 2010   | 2011  |
| ----- | ----- | ----- | ----- | ----- | ----- | ----- | ----- | ----- | ------ | ------ | ----- |
| 1,3 % | 3,7 % | 1,2 % | 1,8 % | 2,2 % | 1,0 % | 1,6 % | 1,8 % | 3,7 % | -0,9 % | -0,5 % | 0,8 % |

Em 2011, de acordo com a FAO a Coreia do Norte importou oito mil toneladas de maçãs e 148 mil toneladas de milho para atender o consumo interno.  O país tem importantes recursos naturais e é o 18.º maior produtor de ferro e zinco do mundo, tendo a 22.ª maior reserva de carvão do mundo. Também é o 15.º maior produtor de fluorita e o 12.º maior produtor de cobre e sal na Ásia. Outras maiores reservas naturais em produção incluem: chumbo, tungstênio, grafita, magnesita, ouro, pirita, fluorita, e energia hidráulica.

## Comércio exterior
A República Popular da China e a Coreia do Sul são os maiores doadores de alimentos da Coreia do Norte. Os Estados Unidos alegam que não doam alimentos devido à falta de supervisão. Em 2005, a China e a Coreia do Sul combinaram fornecer 1 milhão de toneladas de alimentos, cada um contribuindo metade. Para além da ajuda alimentar, a China fornece uma estimativa de 80 a 90% das importações de óleo da Coreia do Norte a "preços amigáveis" que são nitidamente inferiores com preço do mercado mundial.
Em 19 de setembro de 2005, a Coreia do Norte prometeu ajuda combustível e vários outros incentivos não relacionados ao alimentício da Coreia do Sul, dos Estados Unidos, do Japão, da Rússia, e da China em troca de abandonar o programa de armamento nuclear e regressar ao Tratado de Não Proliferação de Armas Nucleares. Fornecendo alimentos em troca de abandonar programas de armamentos foi, historicamente, evitado pelos Estados Unidos para não ser visto como um "usar comida como uma arma". A ajuda humanitária dos vizinhos da Coreia do Norte foi cortada, por vezes, para provocar a Coreia do Norte a retomar negociações. Por exemplo, a Coreia do Sul teve a "consideração adiada" de 500 mil toneladas de arroz para o Norte em 2006, porém a ideia de fornecer alimentos como um claro incentivo (em oposição em retomar a "ajuda humanitária em geral") tem sido evitada. Há também rompimentos da ajuda devido ao roubo generalizado de vagões usados pela China para entregar ajuda alimentar.
Em julho de 2002, a Coreia do Norte começou a experimentar o capitalismo privado na Região Industrial de Kaesong. Um pequeno número de outras áreas foram designadas como Regiões Administrativas Especiais, incluindo Sinŭiju junto com a fronteira China-Coreia do Norte. A China e a Coreia do Sul são os maiores parceiros comerciais da Coreia do Norte, sendo que o comércio com a China aumentou 15% a 1,6 bilhões de dólares em 2005, e o comércio com a Coreia do Sul aumento 50% a mais de 1 bilhão pela primeira vez em 2005. É relatado que o número de telefones móveis em Pyongyang passou de apenas três mil em 2002 para aproximadamente vinte mil durante o ano de 2004. Em junho de 2004, no entanto, os telefones móveis tornaram-se proibidos novamente. Um pequeno número de elementos capitalistas estão gradualmente se espalhando da área experimental, incluindo cartazes de publicidades ao longo de certas estradas. Visitantes recentes reportaram que o comércio de fazendas cresceu em Kaesong e Pyongyang, bem como na fronteira China-Coreia do Norte, ignorando o sistema de racionamento de alimentos.
Cada vez mais investimentos externos foram aceitos desde 2002.
Em um evento chamado "incidente Pong Su", em 2003, um navio de carga norte-coreano, supostamente tentando contrabandear heroína da Austrália foi apreendido por oficiais australianos, reforçando suspeitas da Austrália e dos Estados Unidos de que Pyongyang se envolve no tráfico internacional de drogas. O governo norte-coreano negou qualquer envolvimento.

## Turismo

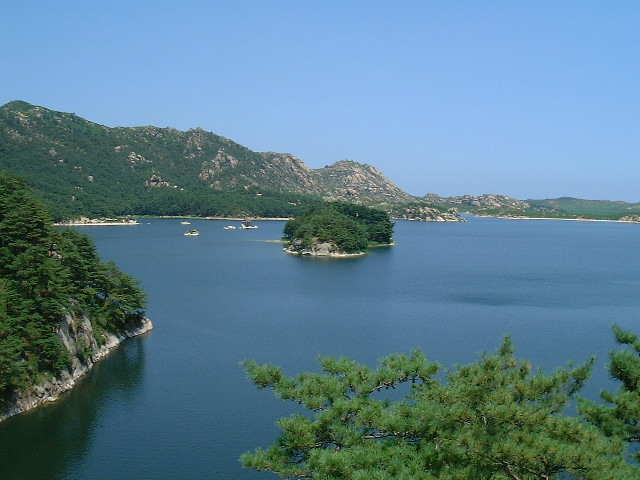
A Região Turística de Kumgang-san.

O turismo na Coreia do Norte é organizado pela estatal Organização de Turismo ("Ryohaengsa"). Cada grupo de viajantes bem como visitantes/turistas individuais são permanentemente acompanhados por um ou dois "guias", que normalmente falam o idioma materno e o idioma do turista. Enquanto o turismo tem aumentado ao longo dos últimos anos, turistas de países ocidentais continuam poucos. A maioria dos turistas e dos recursos econômicos vem da RPChina, Rússia e Japão. Cidadãos russos da parte asiática preferem a Coreia do Norte como um destino turístico devido aos relativos baixos preços, falta de poluição e o clima mais quente. Para cidadãos dos Estados Unidos e da Coreia do Sul, é praticamente impossível obter um visto para a Coreia do Norte. Exceções a cidadãos estadunidenses são feitas para o Festival Arirang anualmente.
Na área envolta das montanhas Kŭmgangsan, a companhia Hyundai estabeleceu e opera uma área turística especial. Também é possível para sul-coreanos e norte-americanos viajar para esta área, porém apenas em grupos organizados na Coreia do Sul. Uma região administrativa especial conhecida como Região Turística de Kumgang-san existe para este propósito. Viagens para esta região foram temporariamente suspensas desde que uma mulher sul-coreana, que passeava em uma zona militar foi morta a tiros por guardas da fronteira no final de 2008.

## Fome

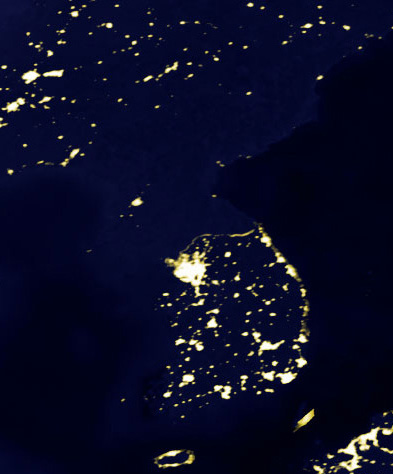
Fotografia da Península Coreana à noite, tidas através de observações da DMSP. A disparidade dos níveis de iluminação é dita por alguns como indicador da diferença em desenvolvimento energético e econômico entre o Norte e o Sul.

Na década de 1990, a Coreia do Norte sofreu perturbações econômicas significativas, incluindo uma série de desastres naturais, uma má gestão econômica e uma grave escassez de recursos, após o colapso do Bloco do Leste. Isto resultou em um déficit de produção de grãos de mais de 1 milhão de toneladas do que o país precisa para atender as exigências dietéticas mínimas. A fome da Coreia do Norte, conhecida como "Marcha Árdua", resultou em mortes de entre 300 mil e 800 mil norte-coreanos por ano durante uma fome de três anos, atingindo em 1997, dois milhões de mortos, sendo "a maior estimativa possível". As mortes foram provavelmente causadas por doenças relacionadas à fome, como a pneumonia, a tuberculose, e a diarreia, ao invés da inanição.
Em 2006, a Anistia Internacional informou que um inquérito alimentar nacional realizado pelo governo norte-coreano, o Programa Alimentar Mundial, e a UNICEF, viu que 7% das crianças eram gravemente desnutridas; 37% eram cronicamente desnutridas; 23,4% eram abaixo do peso; e uma dentre três mães foram desnutridas e/ou anêmicas, como resultado do efeito prolongado da fome. A inflação causada por algumas das reformas econômicas em 2002, incluindo a política de Songun, foi citada como causa do aumento dos preços das comidas básicas.
A história da assistência japonesa à Coreia do Norte foi marcada por agitações, a partir de uma larga comunidade de norte-coreanos pro-Pyongyang no Japão para indignação pública sobre o lançamento de um míssil norte-coreano em 1998 e revelações sobre sequestros de cidadãos japoneses. Em junho de 1995, um acordo foi alcançado, em que ambos os países deveriam agir conjuntamente. A Coreia do Sul proporcionaria 150 mil MT de grãos em sacos sem marcação, e o Japão proporcionaria 150 mil MT gratuitamente e outros 150 mil em condições favoráveis. Em outubro de 1995 e janeiro de 1996, a Coreia do Norte novamente se aproximou do Japão para obter assistência. Nessas duas ocasiões, as quais vieram em momentos cruciais na evolução da fome, a oposição da Coreia do Sul anulou suas promoções. Iniciando em 1997, os Estados Unidos começou a enviar ajuda alimentar à Coreia do Norte, através do Programa de Alimentar Mundial das Nações Unidas, para combater a fome. Os envios atingiram, em 1999, cerca de 700 mil tons, fazendo dos Estados Unidos o maior doador externo para o país na época. Sob a administração de George W. Bush, a ajuda foi drasticamente reduzida ano após ano de 350 mil tons em 2001 para 40 mil em 2004. A administração de Bush recebeu duras críticas por usar "comida como uma arma" durante conversas sobre o programa de armamento nuclear da Coreia do Norte, porém insistiu que os critérios da Agência de Desenvolvimento Internacional (USAID) eram os mesmos para todos os países e que a situação da Coreia do Norte "melhorou significativamente desde seu colapso em meados dos anos 1990". A produção agricultural cresceu de cerca de 2,7 milhões toneladas métricas em 1997 para 4,2 milhões de toneladas métricas em 2004.